# Assentoft
Assentoft är en ort i Randers kommun, Danmark.  Assentoft ligger 41 meter över havet och antalet invånare är 3 457. I samhället ligger Essenbæks kyrka. Närmaste större samhälle är Randers, 7 km väster om Assentoft. 